# 市川海老蔵にござりまする
『市川海老蔵にござりまする』（いちかわえびぞうにござりまする）は、2014年から毎年1月に日本テレビ系列で放送されている特別番組（ドキュメンタリー番組）のシリーズ。十一代目市川海老蔵（現：十三代目市川團十郎）の冠番組。
本番組のシリーズとしては、十三代目市川團十郎を襲名した2023年からは、番組名を屋号にちなみ『成田屋に、ござりまする。』（なりたやに、ござりまする。）と改名した。以下は同番組についても記述する。

## 放送内容
第1回（2014年）から第8回まではネットワークセールス枠（全国ネット）、第9回（2022年）の放送からはローカルセールス枠での放送のため、一部地域では遅れネットまたは非ネットとなる。
| 回 | 放送日                  | 放送時間（JST） | 備考                          |
| -- | ----------------------- | --------------- | ----------------------------- |
| 1  | 2014年1月3日（金曜日）  | 21:00 - 23:24   | 『金曜ロードSHOW!』扱いされず |
| 2  | 2015年1月3日（土曜日）  | 19:00 - 20:54   | 唯一のゴールデンタイム放送    |
| 3  | 2016年1月3日（日曜日）  | 23:00 - 24:30   | 唯一の深夜&日付越え放送       |
| 4  | 2017年1月9日（月曜日）  | 22:00 - 23:30   |                               |
| 5  | 2018年1月8日（月曜日）  | 22:00 - 23:30   |                               |
| 6  | 2019年1月14日（月曜日） | 22:00 - 23:30   |                               |
| 7  | 2020年1月6日（月曜日）  | 22:00 - 23:00   | 初の1時間枠                   |
| 8  | 2021年1月9日（土曜日）  | 22:00 - 22:54   |                               |
| 9  | 2022年1月3日（月曜日）  | 15:00 - 16:30   |                               |
| 10 | 2023年1月3日（火曜日）  | 15:00 - 16:30   |                               |
| 11 | 2024年1月3日（水曜日）  | 15:00 - 16:30   |                               |
| 12 | 2025年1月3日（金曜日）  | 15:00 - 16:30   |                               |

十一代目市川海老蔵は2020年5月より「十三代目市川團十郎」を襲名する予定だったが、コロナウイルス感染拡大の影響で襲名公演が延期となっており、2021年と2022年もそのまま現タイトルでの放送が継続される形となった。
なお、2022年10月31日の團十郎襲名後は上記の通り『成田屋に、ござりまする。』に改題したが、團十郎襲名当日には本番組のスピンオフである『十三代目市川團十郎に、ござりまする。』（全3話）を日本テレビ傘下の定額制動画配信サービスであるHuluにて独占配信された。

## 出演者
- 十一代目市川海老蔵→十三代目市川團十郎

## スタッフ
第12回目放送分
成田屋に、ござりまする。
- 構成：田代裕
- 演出：武澤忠
- オープニングCG：WEBLIFE/CRYPTOMERIA　杉江宏憲（第9回 - 、CRYPT→第1回はCG・デザイン、第6 - 9回までタイトルCG）
- キービジュアル：鈴木晴花（第9回 - ）
- オリジナル楽曲：岡出莉菜（第9回 - ）
- 音楽協力：酒巻未緒（第9回 - ）
- EED：生田目隼、小林紗佳
- MA：達林正幸
- 音効：片岡幸司
- 技術協力：WELT
- 協力：成田屋、松竹、3TOP（共に第1回 - ）、日本テレビ音楽（第9回 - ）
- 資料提供：東京都立中央図書館（第12回）
- 写真提供：石井雅子（第11回 - ）、小川知子（小川→第1回 - 、一時離脱）
- デスク：宮沢薫（第6回 - ）
- 演出補：菊池桂代/久保田颯（久保田→第11回 - ）
- 撮影・ディレクター：山崎太司（第11回 - 、第1-10回までディレクター）
- プロデューサー：白川大介、樹林杏（白川→第6回 - 、樹林→第12回、第11回はAP）、小林英丘（第12回）、小山人志（第7回 - ）
- チーフプロデューサー：齊山嘉伸、渡瀬慶吾（齊山→第11回 - 、渡瀬→第10,12回、第1回は編成、第2回はプロデューサー→一時離脱）
- 制作協力：プレミア・ピクチャーズ（第1回 - ）、ザ・カラーズ（第12回）
- 製作著作：日本テレビ

### 過去のスタッフ
- 構成：佐藤公彦（第1,2回）
- 構成/演出：千野克彦（第6回、第1,2回は演出）
- 「星合世十三圏」映像制作：トリプル・オー（第7回）
- カメラ：原口仁（第1,2回）、大本裕司（第6回）、甲斐優美、砂押秀泰（共に第7回）、木村智（第8回 - ）、中込圭（第6,9回）
- 楽屋撮影：板谷崇宥、畑中浩輝（共に第9 - 11回）
- VE：高橋巧一郎（第1回）
- 音声：野上祐介（第2回）
- 編集：佐藤翔太（第1,2回）、塔尾公彦（第1回）、福田豊（第2回）、宇田川健（第6回）
- 音効：加藤久喜（第1回）、新井誠志（第2,6回）、板垣仁美（第2回）
- EED(第2回)：中出祐樹（第2回）、春木美保（第6回）
- MA：山口誠（第1,2,6回）
- 美術：三浦昭彦（第1回）
- デザイン：大竹潤一郎（第1回）
- 編成企画：小島友行（第1回）
- 宣伝：柳沢典子（第1回）
- TM：小和瀬達也（第1回）、新名大作（第2,6回）
- TD（第6回）：三崎美貴（第6回）
- SW（第6回）：茅野竜徳（第6回）
- MIX（第6回）：大島康彦（第6回）
- 中継：松尾智法、北條淑子、金子千恵美、金子智博（共に第1回）
- 技術協力(第2回)：NiTRo（第2,6回、第1回は中継技術）、Sp!ce Factory（共に第2回）
- TK：長谷川和美（第1回）、矢島由紀子（第6回）、長坂真（眞）由美（第2,7,9回）
- 撮影協力：京菓子處鼓月、東京タワー（共に第1回）
- 写真提供：読売新聞/アフロ（第1回）
- 資料提供：国立国会図書館、国立劇場（共に第1回-、一時離脱）
- 映像提供：読売テレビ（第8回）
- AP：五十嵐恵（第6回）
- 制作進行（第6回）：斉藤隆之（第6回）
- デスク（第2回）：望月祐歌（第2回、第1回はAP）
- 演出補：加藤万紀子（第1,2回）、前田雄作（第1回）、佐竹愛、中川健太（佐竹・中川→共に第9回）
- ディレクター：武村友香、日山裕文、石川直志、森多佳子（共に第1回）、大石健、佐々竜太郎、菅又雅史（共に第2回、菅又→第1回は中継）
- プロデューサー：長谷川勉（第1回）、吉田絵、水野葉子（共に第2回）、中谷聡（第6回 - ）、小野敏明（第2,6回）、長田宙（第6-10回、第1回はAP、第2回はディレクター）、石村修司（第9 - 11回）
- チーフプロデューサー：岡田泰三（第1,2回）、山田克也（第1回）、鈴江秀樹（第2回）、小林景一、関根崇史（共に第6回）、富永有一、遠藤正累（共に第7回）、下村忠文（第8回）、土屋拓（第8,9回）、勝田真司（第9回）、島田総一郎（第10回）、納富隆治（第11回、第1,2回はプロデューサー→一時離脱）
- 制作協力：地球防映軍（第1,2回）、myplan（第1回）、Corestage（第2,6回）、オール・ビー・スタッフ、ワンバイワンプラス（ワンバイ→第11回）